# Mastin español
För andra betydelser, se Mastiff (olika betydelser).
Mastin español eller spansk mastiff är en hundras från Spanien. Den är en boskapsvaktare och vaktande herdehund med uppgift att vistas tillsammans med får och getter för att skydda dessa mot angrepp från varg och björn.

## Historia
Den spanska mastiffen har samma ursprung som övriga iberiska molosserhundar. Rastypens historia hänger samman med transhumansbruket då man flyttat djurflockar efter årstiderna, liksom med handeln med merinofår. Den spanska mastiffen har skapats ur de bergs- och herdehundar som funnits i de centrala och västra spanska regionerna Extremadura, Kastilien, La Mancha och León.
1946 skrevs den första rasstandarden, modellerad efter hundar som inventerats runt staden Ciudad Real söder om Madrid. Den beskrev en mindre och lättare hund än dagens mastin español och skilde rasen från pyreneisk mastiff. 1981 bildades en ny rasklubb och en helt ny standard skrevs, nu skulle den spanska mastiffen vara mer lik den engelska mastiffen och den pyreneiska. Stamboken öppnades också för en inventering av tyngre mastiffer från staden Leóns omgivningar norr om Madrid.

## Egenskaper
Den skall vara en modig och trygg hund. Den är en utmärkt vakthund. Den lämpar sig inte som förstagångshund och passar inte heller som enbart sällskapshund.

## Utseende
Mastin español är en stor, kraftfull och kompakt hund som skall ge ett pampigt intryck och ha smidiga rörelser.